# Egon Wagenknecht
Egon Wagenknecht (* 29. März 1908 in Rauen bei Fürstenwalde/Spree; † 19. Januar 2005 in Eberswalde) war ein deutscher Forst- und Jagdwissenschaftler. Er galt als Nestor des Eberswalder Waldbaues sowie der Jagdwissenschaft und verkörperte wesentliche Abschnitte der deutschen Forst- und Jagdgeschichte des 20. Jahrhunderts. Er war ein besonders guter Kenner des Rotwildes, über das er zwei Standardwerke verfasste.

## Leben
Egon Wagenknecht, am 29. März 1908 in Rauen bei Fürstenwalde (Spree) geboren, stammte aus einer alten Försterfamilie. Als Försterssohn der dritten Generation wuchs er in den nordbrandenburgischen Forsthäusern Altthymen bei Fürstenberg/Havel und Wolfsgarten bei Zehdenick auf und besuchte die Schule in Fürstenberg, Templin und Oranienburg. Schon früh sammelte er forstliche Eindrücke und wurde von seinem Vater auch jagdlich angeleitet. So war sein Ausbildungswunsch klar vorgezeichnet, und er studierte von 1928 bis 1933 an der Universität Berlin und an der Forstlichen Hochschule Eberswalde. Zu seinen Lehrern gehörten Carl Eckstein, Walter Wittich und Alfred Dengler.
Nach Ableistung der Referendarzeit 1933 bis 1935, während der er 20 Oberförstereien von Ostpreußen bis ins Saargebiet kennenlernte, legte Wagenknecht 1936 die Staatsprüfung zum Preußischen Forstassessor ab. Danach arbeitete er als wissenschaftlicher Assistent Denglers am Institut für Waldbau in Eberswalde. Dort promovierte er 1940 mit einer Untersuchung über den Einfluss verschiedener Bodenbearbeitungsverfahren auf das Wachstum von Kiefernkulturen zum Dr. sc. Im Jahr 1937 trat er der NSDAP bei.
Der Zweite Weltkrieg mit seinen Folgen unterbrach dann seine berufliche Entwicklung um fast zehn Jahre. Nach schwerer Verwundung als Offizier der Wehrmacht verwaltete Wagenknecht kurzzeitig zwei Forstämter in Ostpreußen und Mecklenburg. Schließlich kehrte er im Treck aus Ostpreußen nach Eberswalde zurück. Dort begann er zunächst als Waldarbeiter. 1948 wurde er Mitarbeiter im Zentralforstamt Berlin, und im Wintersemester 1948/49 begann seine Karriere als Hochschullehrer an der Forstwirtschaftlichen Fakultät der nunmehrigen Humboldt-Universität zu Berlin in Eberswalde. 1950 erhielt er dort eine Waldbaudozentur und die kommissarische Leitung des Waldbauinstituts übertragen. Nach der Habilitation wurde Wagenknecht 1951 Professor und 1952 auch Direktor des Waldbau-Institutes. 1952 gründete er das Fachorgan Archiv für Forstwesen, das sich bald zur führenden forstwissenschaftlichen Zeitschrift in der DDR entwickelte und von Wagenknecht nebenamtlich als Chefredakteur betreut wurde. Im Jahr 1952 berief man Wagenknecht auch zum Ordentlichen Mitglied der Akademie der Landwirtschaftswissenschaften, in der er von 1964 bis 1968 als Sekretär der Sektion Forstwesen wirkte. Von 1965 bis 1971 gehörte er zudem dem Forschungsrat der DDR an.
Nach dem Bau der Berliner Mauer vollzog sich Anfang der sechziger Jahre jedoch eine politisch scharfe Entwicklung gegen die Fakultät in Eberswalde, die den SED-Machthabern missliebig geworden war. Flucht, Verhaftungen und Schauprozesse vergifteten das Klima und führten schließlich 1963 zur Schließung der Fakultät. Wagenknecht musste seine Zeitschrift Archiv für Forstwesen 1971 aus vorgeblichen Rationalisierungsgründen einstellen, wurde jedoch Bereichsdirektor für Waldbau und Abteilungsleiter Jagdkunde am verbliebenen Institut für Forstwissenschaften Eberswalde. Dort bewirkte er die Bildung einer Abteilung Jagdwirtschaft und veranlasste die Einrichtung von Wildforschungsgebieten, da für ihn Forstwirtschaft und Jagd untrennbar zusammengehörten. Noch vor seinem offiziellen Ruhestand zog sich Wagenknecht vorzeitig aus der Waldbau-Forschung zurück, um sich nur noch der Wildbiologie zu widmen. Er gehörte auch zu den Gründungsmitgliedern der „Arbeitsgemeinschaft für Jagd- und Wildforschung“. Zu diesem Themenkomplex verfasste er im Ruhestand auch mehrere Bücher.
Nach der Wiedervereinigung meldete er sich getreu seinem Motto „Professor sein, heißt Bekenner sein“ wieder deutlicher zu Wort, als es daranging, die Forstwirtschaft in den neuen Ländern umzugestalten und die Fachhochschule Eberswalde zu gründen. Die hohe Wertschätzung, die Wagenknecht in Forst- und Jagdkreisen genoss, ließ sich auch daran ablesen, dass zu einem Ehrenkolloquium am 28. April 1998 anlässlich seines 90. Geburtstages mehr als 400 Forstleute, Jäger und Bekannte aus ganz Deutschland nach Eberswalde kamen.
66 Jahre lang war er mit Charlotte Wagenknecht verheiratet, mit der er drei Kinder hatte. Egon Wagenknecht verstarb am 19. Januar 2005 im Alter von 96 Jahren. Er liegt auf dem Klosterfriedhof Chorin begraben.

## Leistungen
Bei der Bewältigung der Kriegs- und Nachkriegsfolgen mit den großen Kahlflächenaufforstungen, die nach den Reparationshieben erforderlich wurden, hat sich Wagenknecht große Verdienste erworben, vor allem dank seines Buches Aufforstung planmäßig durchgeführt (1950), das später als Die Walderneuerung noch in mehreren Auflagen erschien. Wagenknecht verkörperte eine waldbauliche Ära, die, ausgehend von Friedrich Wilhelm Leopold Pfeil und auf dem ökologischen Waldbau von Alfred Dengler fußend, als die so genannte „Eberswalder Schule“ bekannt ist. Wie Pfeil berücksichtigte Wagenknecht bei seinen Forschungen stets auch die Erfahrungen aus der Praxis. Der forstliche Standort wurde zu seinem Leitmotiv, besonders deutlich in dem Werk Wege zu standortgerechter Forstwirtschaft – Eberswalde 1953, das er gemeinsam mit Alexis Scamoni, Albert Richter und Jobst Lehmann 1956 vorlegte. Das grundlegend Neue daran war, dass nicht mehr vom Allgemeinen, sondern vom Einzelstandort ausgegangen wurde, der Grundlage aller Maßnahmen von der Verjüngung bis zur Bestandespflege war, ein Denkansatz, der seine Fortsetzung in den späteren Eberswalder Baumarten- und Wuchsgebietsmonografien fand. Mit dieser wissenschaftlichen Einstellung entwickelte Wagenknecht 1955 auch Bestockungszieltypen für das nordostdeutsche Diluvium und stieß im gleichen Jahr einen Großversuch zur Umwandlung reiner devastierter Kiefernwälder in standortgerechten leistungsstarken Mischwald in den Revieren Schwenow und Tschinka bei Beeskow an.
Als sich nach 1960 in der Forstwirtschaft der DDR ein Arbeitskräftemangel auftat, rückten für Wagenknecht und seine Mitarbeiter die Möglichkeiten der Intensivierung und Rationalisierung in den Mittelpunkt der Waldbauforschung. Bei der Entwicklung verschiedener Verfahren beschäftigten sie sich auch verstärkt mit Fragen der Düngung, des Herbizid-Einsatzes bei der Kulturpflege, der Mischbestandsbegründung durch Voran- oder Unterbau und der Naturverjüngung.
Wagenknechts Bibliographie umfasst mehr als 300 Veröffentlichungen, von denen allein 170 während seiner Pensionärszeit entstanden und vor allem die Wildforschung und Jagdwissenschaft zum Gegenstand haben. Die meisten dieser Bücher erlebten mehrere Auflagen, was Wagenknecht stets Gelegenheit zu Aktualisierungen und Ergänzungen bot. Besonders bekannt sind Bewirtschaftung unserer Schalenwildbestände (1963), Rotwild (1985) und Rehwildhege mit der Büchse (1976). In diesen Werken vertrat er seine Auffassung der „Einheit von Wald- und Wildbewirtschaftung“. Wagenknecht hat sich immer als Waldbauer für wirtschaftlich tragbare Wilddichten in Abhängigkeit von Standort und Wildschaden eingesetzt und merkte einmal kritisch an, „es ist heute nicht schwer, Waldbau ohne Wild und Jagdwirtschaft ohne Rücksicht auf den Wald zu betreiben“. Sein Ziel war hingegen stets, beides so zu vereinen, dass Wald und Wild zu ihrem Recht kommen.

## Schriften (Auswahl)
- Über den Einfluß verschiedener Bodenbearbeitungsverfahren auf das Wachstum von Kiefernkulturen, Dissertation, Eberswalde 1940
- Aufforsten planmäßig durchgeführt. Eine Anleitung für Forstwirte, Bauernwaldbesitzer und Waldgenossenschaften, Berlin 1950 (später unter dem Titel: Die Walderneuerung)
- Anbauwürdigkeit und waldbauliche Behandlung der Roteiche (Quercus borealis Michaux), Habilitationsschrift, Berlin 1954 (auch in: Die Roteiche und ihr Holz, Berlin 1955, zusammen mit Kurt Göhre)
- Wege zu standortgerechter Forstwirtschaft. Eberswalde 1953, Radebeul und Berlin 1956 (zusammen mit Alexis Scamoni, Albert Richter und Jobst Lehmann)
- Die Fichte im nordostdeutschen Flachland. Anbauwürdigkeit und waldbauliche Behandlung, Radebeul und Berlin 1959 (zusammen mit Günter Belitz)
- Rationelle Dickungspflege, Radebeul und Berlin 1962 (zusammen mit Wolfgang Henkel)
- Bewirtschaftung unserer Schalenwildbestände, Berlin 1965 (später unter dem Titel: Bewirtschaftung von Schalenwild. 6., überarbeitete und erweiterte Auflage 1994, ISBN 3-331-00682-3)
- Die Altersbestimmung des erlegten Wildes, Berlin 1968 (als Herausgeber und Mitverfasser)
- Jagdliche Einrichtungen, Berlin 1973 (2., überarbeitete und ergänzte Auflage 1989, ISBN 3-331-00318-2)
- Rehwildhege mit der Büchse, Leipzig und Radebeul 1976
- Der Rothirsch (Cervus elaphus). Die Neue Brehm-Bücherei, Band 129, Wittenberg Lutherstadt 1980 (3., überarbeitete Auflage 1996 bei Westarp Wissenschaften, Hohenwarsleben, ISBN 3-89432-500-3)
- Rotwild, Melsungen, Berlin, Basel und Wien 1981 (5., überarbeitete und erweiterte Auflage 2000, ISBN 3-927848-24-7)